# Fire Within (Birdy-Album)
Fire Within ist das zweite Studioalbum der britischen Sängerin Birdy. Es beinhaltet im Gegensatz zu ihrem vorhergehenden Debütalbum Birdy, das hauptsächlich aus Covern bestand, viele Eigenkompositionen.

## Hintergrund
In Europa und Ozeanien wurde Fire Within bereits 18 Monate nach dem ersten Album im September 2013 veröffentlicht, im nordamerikanischen Raum ist Fire Within erst im Juni 2014 erschienen. Das Album umfasst 11 Titel (in der Deluxe Edition 15 Titel), darunter die Singles Wings, No Angel und Light Me Up.

## Titelliste
| Nr.                         | Titel/Original-Künstler          | Autor(en)                                                      | Produzent(en)             | Länge |
| --------------------------- | -------------------------------- | -------------------------------------------------------------- | ------------------------- | ----- |
| 1                           | Wings                            | Birdy (Jasmine van den Bogaerde), Ryan Tedder                  | Rich Costey & Ryan Tedder | 4:12  |
| 2                           | Heart Of Gold                    | Birdy (Jasmine van den Bogaerde)                               | Rich Costey               | 3:34  |
| 3                           | Light Me Up                      | Birdy (Jasmine van den Bogaerde), Trey Starxx, Tom Hull        | Rich Costey               | 4:15  |
| 4                           | Words As Weapons                 | Birdy (Jasmine van den Bogaerde), Ryan Tedder                  | Ryan Tedder               | 3:59  |
| 5                           | All You Never Say                | Birdy (Jasmine van den Bogaerde), Dan Wilson                   | Jim Abbiss                | 4:38  |
| 6                           | Strange Birds                    | Birdy (Jasmine van den Bogaerde), Sia Furler, Ariel Rechtshaid | Jim Abbiss                | 3:03  |
| 7                           | Maybe                            | Birdy (Jasmine van den Bogaerde), Dan Wilson                   | Jim Abbiss                | 3:14  |
| 8                           | No Angel                         | Birdy (Jasmine van den Bogaerde), Ben Lovett                   | Jim Abbiss                | 4:03  |
| 9                           | All About You                    | Birdy (Jasmine van den Bogaerde), Dan Wilson                   | Jim Abbiss                | 4:37  |
| 10                          | Standing in the Way of the Light | Birdy (Jasmine van den Bogaerde), Fraser T. Smith              | Fraser T. Smith           | 4:04  |
| 11                          | Shine                            | Birdy (Jasmine van den Bogaerde)                               | Jim Abbiss                | 4:04  |
| Gesamtlänge:                | Gesamtlänge:                     | Gesamtlänge:                                                   | Gesamtlänge:              | 43:43 |
| Deluxe Edition Bonus-Tracks |                                  |                                                                |                           |       |
| Nr.                         | Titel/Original-Künstler          | Komponisten                                                    | Produzent                 | Länge |
| 12                          | The Same                         | Birdy (Jasmine van den Bogaerde), Greg Wells                   | Greg Wells                | 4:12  |
| 13                          | Dream                            | Birdy (Jasmine van den Bogaerde), Ben Lovett                   | Ben Lovett                | 3:34  |
| 14                          | Older                            | Birdy (Jasmine van den Bogaerde)                               | Alex H. N. Gilbert        | 4:15  |
| 15                          | Home                             | Birdy (Jasmine van den Bogaerde), Jake Gosling                 | Jake Gosling              | 3:59  |
| Gesamtlänge:                | Gesamtlänge:                     | Gesamtlänge:                                                   | Gesamtlänge:              | 56:37 |

## Charts und Chartplatzierungen
| ChartsChartplatzierungen       | Höchstplatzierung | Wochen |
| ------------------------------ | ----------------- | ------ |
| Deutschland (GfK)              | 5 (33 Wo.)        | 33     |
| Österreich (Ö3)                | 7 (15 Wo.)        | 15     |
| Schweiz (IFPI)                 | 1 (32 Wo.)        | 32     |
| Vereinigtes Königreich (OCC)   | 8 (23 Wo.)        | 23     |
| Vereinigte Staaten (Billboard) | 24 (2 Wo.)        | 2      |

| ChartsJahrescharts (2013) | Platzierung |
| ------------------------- | ----------- |
| Deutschland (GfK)         | 72          |
| Schweiz (IFPI)            | 34          |

| ChartsJahrescharts (2014) | Platzierung |
| ------------------------- | ----------- |
| Schweiz (IFPI)            | 81          |